# SN 1982K
SN 1982K – niepotwierdzona supernowa odkryta w czerwcu 1982 roku w galaktyce A201106-5537. W momencie odkrycia miała maksymalną jasność 18,50m.